# The Danger Girl (film, 1926)

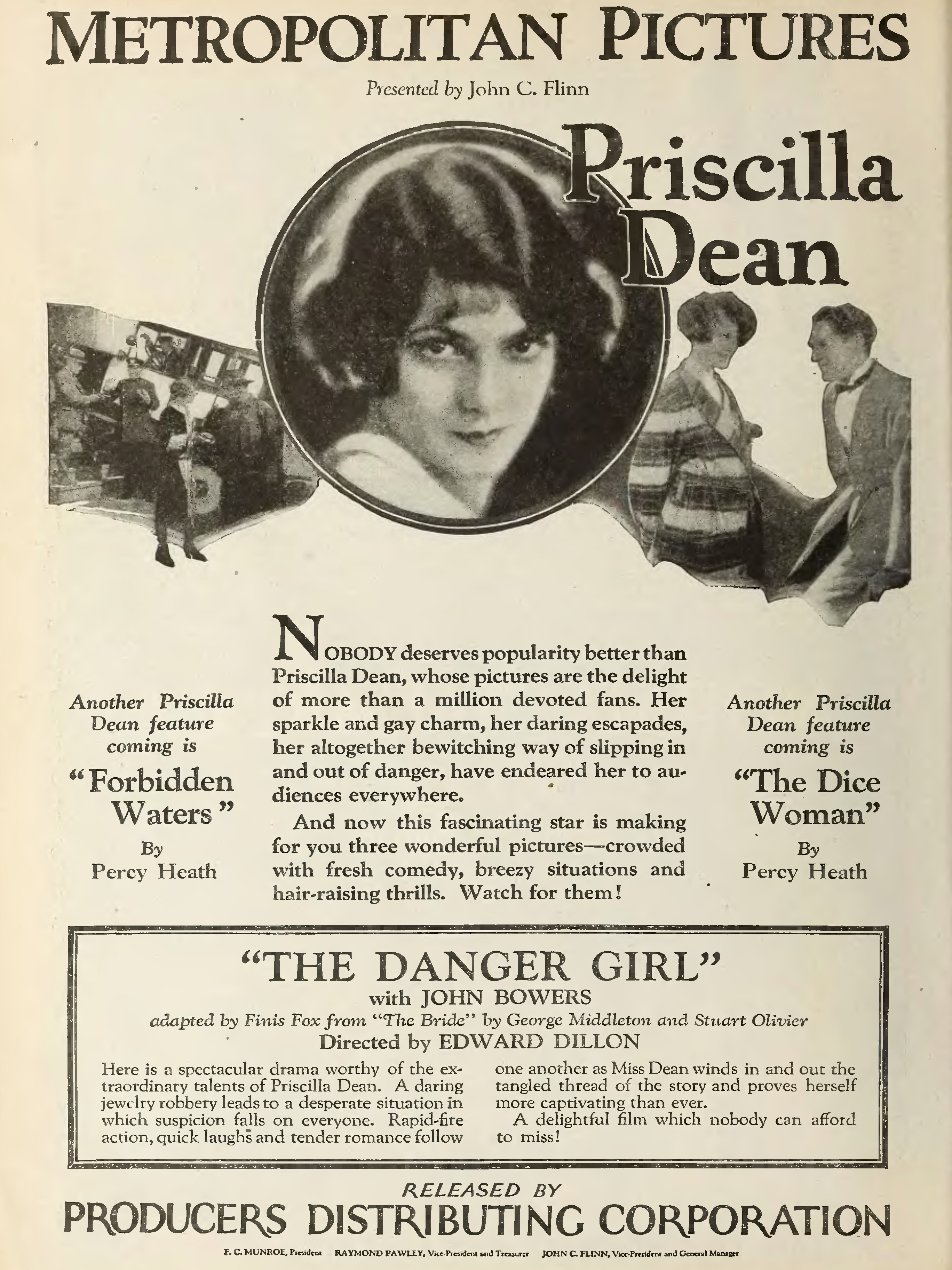
Annonce pour le film dans Picture-Play magazine.

Pour les articles homonymes, voir The Danger Girl.
The Danger Girl est un film américain réalisé par Edward Dillon, sorti en 1926.

## Synopsis
Deux frères, Wilson et Mortimer, vivent dans un manoir de New York, le frère ainé étant collectionneur de bijoux. La police enquête sur une information selon laquelle les bijoux auraient été volés. Marie Duquesne, habillée en jeune mariée, débarque à l'improviste, prétendant avoir fui un mariage malheureux. Wilson lui permet de rester. S'ensuit une étrange série de complications, avec les bijoux et Marie comme principal centre d'intérêt. Marie finit par sauver les bijoux du maître voleur. La gratitude de Wilson se transforme en amour pour elle.

## Fiche technique
- Réalisation : Edward Dillon
- Scénario : Finis Fox, d'après le roman The Bride de George Middleton et Stuart Olivier[2],[3]
- Producteur : John C. Flinn
- Photographie : Georges Benoît
- Production : Metropolitan Pictures Corporation of California
- Distributeur : Producers Distributing Corporation
- Durée : 6 bobines
- Date de sortie : 31 janvier 1926

## Distribution
- Priscilla Dean : Marie Duquesne
- John Bowers : Wilson Travers

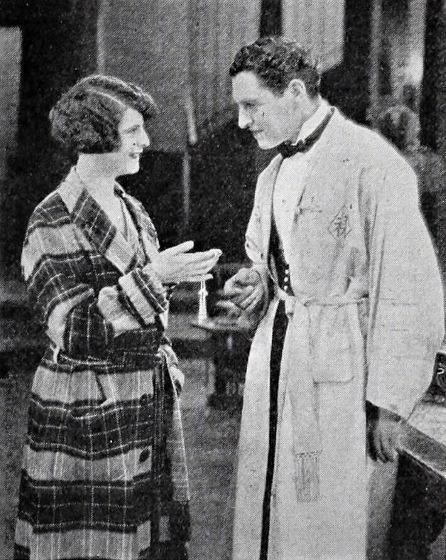
Priscilla Dean et John Bowers.

- Gustav von Seyffertitz : James, the butler
- Cissy Fitzgerald : Henrietta Travers
- Arthur Hoyt : Mortimer Travers
- William Humphrey : Pelham
- Clarence Burton : Organ man
- Erwin Connelly : Henderson